# Megapodiidae
A família Megapodiidae compreende aves terrestres de tamanho médio, com a cabeça relativamente pequena, pés proporcionalmente grandes, e artelho posterior grande e no mesmo nível dos outros. Ocorrem na ampla região da Australásia, incluindo, ilhas da Micronésia, Melanésia, Austrália, Nova Guiné, e ilhas da Indonésia a leste da Linha de Wallace, entretanto são também encontrados nas Ilhas Nicobar na Baía de Bengala. As relações evolucionárias da família ainda são incertas. É tradicionalmente incluída, tal como a família Cracidae, na ordem Galliformes, embora Sibley e Ahlquist (1990) proponham essas duas famílias como uma ordem própria, a Craciformes. A família possui 7 gêneros e 22 espécies.

## Classificação
Morfologicamente a família possui três grupos distintos: (1) grupo dos “brush-turkey” (Alectura, Aepypodius e Talegalla); (2) grupo do “malleefowl” (Leipoa); e (3) grupo dos “scrubfowl” (Megapodius, Macrocephalon e Eulipoa). Entretanto, análises filogenéticas (utilizando tanto material nuclear quanto mitocondrial) mostram uma separação inicial dos megapodiídeo, formando dois clados principais: (1) Macrocephalon e os gêneros "mound-building" (construtores de montes de terra): Talegalla, Leipoa, Aepypodius e Alectura; e (2) Eulipoa e Megapodius. A seguinte sequência linear segue Birks e Edwards (2002):
- Gênero Alectura Latham, 1824
  - Alectura lathami J. E. Gray, 1831
    - Alectura lathami lathami J. E. Gray, 1831
    - Alectura lathami purpureicollis (Le Souef, 1898)
- Gênero Aepypodius Oustalet, 1880
  - Aepypodius arfakianus (Salvadori, 1877)
    - Aepypodius arfakianus arfakianus (Salvadori, 1877)
    - Aepypodius arfakianus misoliensis Ripley, 1957

  - Aepypodius bruijnii (Oustalet, 1880)
- Gênero Leipoa Gould, 1840
  - Leipoa ocellata Gould, 1840
- Gênero Talegalla Lesson, 1828
  - Talegalla cuvieri Lesson, 1828
    - Talegalla cuvieri cuvieri Lesson, 1828
    - Talegalla cuvieri granti Roselaar, 1994

  - Talegalla fuscirostris Salvadori, 1877
    - Talegalla fuscirostris aruensis Roselaar, 1994
    - Talegalla fuscirostris fuscirostris Salvadori, 1877
    - Talegalla fuscirostris meyeri Roselaar, 1994
    - Talegalla fuscirostris occidentis White, 1938

  - Talegalla jobiensis Meyer, 1874
    - Talegalla jobiensis jobiensis Meyer, 1874
    - Talegalla jobiensis longicaudus Meyer, 1891
- Gênero Macrocephalon Müller, 1846
  - Macrocephalon maleo Müller, 1846
- Gênero Megapodius Gaimard, 1823
  - Megapodius laperouse Gaimard, 1823
    - Megapodius laperouse laperouse Gaimard, 1823
    - Megapodius laperouse senex[2] Hartlaub, 1868

  - Megapodius nicobariensis Blyth, 1846
    - Megapodius nicobariensis abbotti Oberholser, 1919
    - Megapodius nicobariensis nicobariensis Blyth, 1846

  - Megapodius bernsteinii Schlegel, 1866
  - Megapodius tenimberensis[3] Sclater, 1883
  - Megapodius cumingii Dillwyn, 1853
    - Megapodius cumingii cumingii Dillwyn, 1853
    - Megapodius cumingii dillwyni Tweeddale, 1878
    - Megapodius cumingii gilbertii G. R. Gray, 1862
    - Megapodius cumingii pusillus Tweeddale, 1878
    - Megapodius cumingii sanghirensis Schlegel, 1880
    - Megapodius cumingii tabon Hachisuka, 1931
    - Megapodius cumingii talautensis Roselaar, 1994

  - Megapodius geelvinkianus[4] Meyer, 1874
  - Megapodius forstenii[5] G. R. Gray, 1847
    - Megapodius forstenii buruensis Stresemann, 1914
    - Megapodius forstenii forstenii G. R. Gray, 1847

  - Megapodius freycinet Gaimard, 1823
    - Megapodius freycinet freycinet Gaimard, 1823
    - Megapodius freycinet oustaleti Roselaar, 1994
    - Megapodius freycinet quoyii G. R. Gray, 1862

  - Megapodius decollatus[6] Oustalet, 1878
  - Megapodius eremita Hartlaub, 1868
  - Megapodius reinwardt Dumont, 1823
    - Megapodius reinwardt castanonotus Mayr, 1938
    - Megapodius reinwardt macgillivrayi G. R. Gray, 1862
    - Megapodius reinwardt reinwardt Dumont, 1823
    - Megapodius reinwardt tumulus Gould, 1842
    - Megapodius reinwardt yorki Mathews, 1929

  - Megapodius pritchardii G. R. Gray, 1864
  - Megapodius layardi Tristram, 1879
- Gênero Eulipoa Ogilvie-Grant, 1893
  - Eulipoa wallacei[7] (G. R. Gray, 1861)

## Espécies fósseis
- Megapodius molistructor Balouet e Olson, 1989 - Holoceno da Nova Caledônia
- Megapodius alimentum Steadman, 1989 - Holoceno de Lifuka (Tonga)
- Sylviornis neocaledoniae[8] Poplin, 1980 - Holoceno da Nova Caledônia